# JM Productions
JM (Jeff Mike) Productions — американская порностудия, занимающаяся производством и прокатом хардкор-порнофильмов. Находится в Чатсворте, штат Калифорния. Студия выпускает противоречивый материал, её фильмы часто демонстрируют сексуальные унижения и грубый секс. Компания столкнулась с юридическими обвинениями в непристойности в США. Студия также выиграла много отраслевых наград.

## История
Компания была основана Джеффом Стюардом. 21 мая 2001 года офисы компании подверглись обыску со стороны двадцати офицеров полиции Лос-Анджелеса. Они конфисковали несколько видео на тему буккакэ. В ответ Стюард заявил: «какой-то парень плавает в фекалиях на MTV, и это нормально? Но для девушки проглотить восемьдесят порций спермы неприлично? Я так не думаю». Вечером того же дня Джим Пауэрс снимал в Северном Голливуде очередной фильм о буккакэ. Ссылаясь на то, что он считал несправедливостью рейда, он объявил мужчинам-актёрам: «Мы делаем это для всей Америки».
31 мая 2006 года Министерством  юстиции США компании, Джеффу Стюарду, Майку Нортону и дистрибьютору Five Star Video было предъявлено обвинение в распространении непристойных материалов. Обвиняемым грозил максимальные наказание сроком в пять лет по каждому из пунктов обвинения в непристойности. Джеффа Стюарда защищал адвокат Al Gelbard, который также представлял в суде по делу о непристойности студию Evil Angel. В своей вступительной речи на суде прокурор сослался на «священное место матерей в обществе» в отношении обращения с актрисами фильмов. 16 октября 2007 года все обвинения в непристойности против JM и Джеффа Стюарда были сняты из-за отсутствия доказательств того, что JM продал фильмы Five Star. Интервью, демонстрирующие, что актрисы, играющие в фильмах, симулировали насилие или унижение, сыграли роль в оправдании. Жюри Феникса позже признало Five Star виновной в транспортировке непристойных материалов между штатами, из-за того, что она отправила Gag Factor 18 агенту ФБР в Вирджинии.
JM является дистрибьютором для Brandon Iron Productions, Khan Tusion’s Pariah Pictures, Grip & Cram Johnson’s Chatsworth Pictures и FuckYouCash.com. В 2005 году компания подписала соглашение о предоставлении контента JM на сайте Hot-Movies.com с поминутной оплатой за видео по запросу. Фильмы студии также доступны на Fyre TV и на AdultRental.com по услуге pay-per-view.

## Актрисы

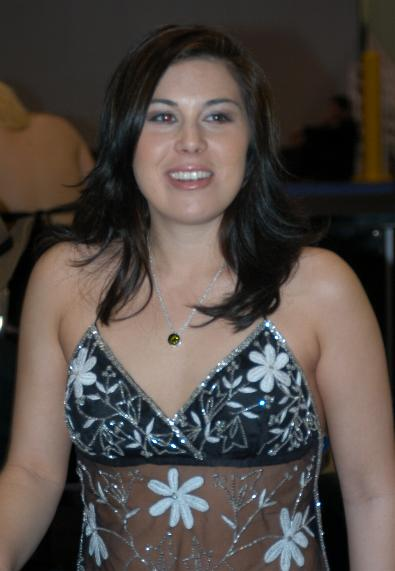
Бывшая контрактная исполнительница Эшли Блю

В марте 2004 года Эшли Блу подписала трёхлетний контракт с JM и появилась в сериале Girlvert. В 2005 году компания купила ей автомобиль Jaguar после того, как она продлила контракт на год. 14 февраля 2007 года она расторгла контракт, сразу же заключив годовой контракт с LA Direct Models. Хиллари Скотт сыграла в фильмах American Bukkake 29, Swirlies 2, Irritable Bowel Syndrome 2 и Hillary Scott Cock Star.

## Критика
Gag Factor 10 обсуждается в статье Роберта Дженсена из школы журналистики Техасского университета. Он включает его в качестве примера порнографии, которая, как он утверждает, опасна и порочит женщин, поскольку актрисы, похоже, испытывают в фильме боль.
Сериал Tough Love был подвергнут критике в статье в The Age как пример порнографии, которая содержит сексуальное насилие и «образы, которые являются неуместными или унизительными по отношению к женщинам». В фильмах Tough Love, помимо прочего, изображены обнаженные женщины, головы которых опущены в унитаз. На некоторых обложках фильма есть слоган: «Любовь должна оставлять следы».
В 2005 году JM выпустила Donkey Punch, в котором актрисы получают удары во время секса. Актриса Алекс Дивайн опубликовала на ExtremeGirlForum.com сообщение, что «Donkey Punch был самой жестокой, депрессивной, страшной сценой, которую я когда-либо делала». Хотя она изначально согласилась, чтобы её ударили по голове во время сцены, она утверждала, что  неправильно поняла, насколько реалистична будет сцена.
Продюсер JM Тони Мэлис сказал, что он не производит экстремальный контент ради экстремальности, они производят его, потому что есть спрос на контент такого рода. Мэлис говорит, что потребительский спрос на экстремальный контент был вызван избытком «ванильного» сексуального контента, производимого более популярными студиями.

## Награды (выборочно)
- 1999 AVN Award — Best Continuing Video Series (White Trash Whore)[19]
- 2000 AVN Award — лучший лесбийский сериал (The Violation Of...)[19]
- 2000 AVN Award — самая скандальная сцена секса (Mila) с Хершелом Сэваджем и Дэйвом Хардманом в Perverted Stories 22[19]
- 2000 AVN Award — Best Vignette Series (Perverted Stories)[19]
- 2001 AVN Award — Best Vignette Series (Perverted Stories)[19]
- 2001 AVN Award — лучший лесбийский сериал (The Violation Of...)[19]
- 2002 AVN Award — лучший лесбийский сериал (The Violation Of...)[19]
- 2002 AVN Award — самая скандальная сцена секса (Perverted Stories 31) с Kristen Kane, Хершелом Сэваджем и Rafe[19]
- 2003 AVN Award — лучший лесбийский сериал (The Violation Of...)[19]
- 2003 AVN Award — лучший сериал на оральную тематику (Gag Factor)[19]
- 2004 AVN Award — лучший сериал на оральную тематику (Gag Factor)[19]
- 2004 AVN Award — Best Continuing Video Series (Girlvert)[19]
- 2004 AVN Award — самая скандальная сцена секса (Perverted Stories, The Movie) с Джули Найт, Мэгги Стар и Мистером Питом[19]
- 2005 AVN Award — лучший лесбийский сериал (The Violation Of...)[19]
- 2005 AVN Award — лучшая полнометражка на оральную тематику (Francesca Le's Cum Swallowing Whores 3)[19]
- 2005 AVN Award — Best Specialty Release — Big Bust (Francesca's Juggies)[19]
- 2005 AVN Award — Best Continuing Video Series (Girlvert)[19]
- 2006 AVN Award — Best Continuing Video Series (Girlvert)[19]
- 2007 AVN Award — самая скандальная сцена секса (Girlvert 11) с Эшли Блу, Amber Wild и Steve French[19]
- 2008 AVN Award — самая скандальная сцена секса (Ass Blasting Felching Anal Whores) с Синди Кроуфорд, Риком Мастерсом и Одри Холландер[20]
- 2008 AVN Reuben Sturman Award — Jeff Steward от JM Productions[20]